# Моусли, Билл
Билл Мо́усли (англ. Bill Moseley; род. 11 ноября 1951, Стамфорд, Коннектикут, США) — американский актёр кино и телевидения, гитарист и вокалист метал-группы Cornbugs (1995—2007), изредка выступает как продюсер. Амплуа — злодей, маньяк, психопат в фильмах ужасов (слэшерах).

## Биография
Уильям Моусли родился 11 ноября 1951 года в городе Стамфорд (Коннектикут), но ещё в детстве переехал в деревню Баррингтон-Хиллс (Иллинойс). Окончил Йельский университет. В молодости работал журналистом, писал для журналов Omni, National Lampoon, Psychology Today.
В 1982 году Билл впервые появился на широком экране — его дебютом стала роль таксиста в фильме «Угроза исчезновения видов». В 1989 году зрители впервые увидели актёра на телевидении — он сыграл в одном эпизоде сериала «Кошмары Фредди». С 2009 года начал выступать как продюсер. В 1999—2007 годах был вокалистом и гитаристом метал-группы Cornbugs.
У Моусли есть две дочери: Мэрион и Джейн.

## Награды и номинации
- 2006 — Fangoria Chainsaw Awards в категории «Отношения из ада» за роль в фильме «Изгнанные дьяволом» — победа.
- 2006 — Fangoria Chainsaw Awards в категории «Фраза, которая убила» за фразу Boy, the next words out of your mouth better be some brilliant fuckin' Mark Twain shit, 'cause it's definitely getting chiseled on your tombstone, произнесённую в фильме «Изгнанные дьяволом» — номинация.
- 2006 — Премия «Крик ужаса» в категории «Самый мерзкий злодей» за роль в фильме «Изгнанные дьяволом» — победа.

## Избранная фильмография

### Актёр на широком экране
- 1982 — Угроза исчезновения видов[англ.] / Endangered Species — таксист
- 1986 — Техасская резня бензопилой 2 / The Texas Chainsaw Massacre 2 — «Чоп-Топ» Сойер
- 1988 — Капля / The Blob — солдат в сточной трубе
- 1989 — Розовый кадиллак / Pink Cadillac — Даррелл
- 1990 — Первая сила / The First Power — бармен
- 1990 — Ночь живых мертвецов / Night of the Living Dead — Джонни
- 1991 — Белый Клык / White Fang — Люк
- 1992 — Дорогая, я увеличил ребёнка / Honey, I Blew Up the Kid — федеральный маршал
- 1992 — Армия тьмы / Army of Darkness — предводитель дедайтов
- 1993 — Мистер Джонс / Mr. Jones — рабочий
- 1995 — Зловещий Эд[англ.] / Evil Ed — голос убийцы
- 2000 — Женский монастырь[англ.] / The Convent — офицер Рэй
- 2003 — Дом 1000 трупов / House of 1000 Corpses — Отис Б. Дрифтвуд
- 2005 — Изгнанные дьяволом / The Devil's Rejects — Отис Б. Дрифтвуд
- 2006 — Зловещий Бонг[англ.] / Evil Bong — покровитель мира Бонга
- 2006 — Три ключа / Three — Ричард Слейтер
- 2007 — Грайндхаус / Grindhouse — доктор Генрих фон Штрассер (в трейлере «Женщины-оборотни СС»)
- 2007 — Псих в доме[англ.] / Home Sick — мистер Сьюткейс
- 2007 — Хэллоуин 2007 / Halloween — Зак «Человек-Z» Гарретт
- 2008 — Отличное место[англ.] / A Perfect Place — Эдди (к/м)
- 2008 — Требуется няня / Babysitter Wanted — Диннели
- 2008 — Рипо! Генетическая опера / Repo! The Genetic Opera — Луиджи Ларго
- 2008 — Алфавитный убийца[англ.] / The Alphabet Killer — Карл Таннер
- 2008 — Дом[англ.] / House — Стюарт
- 2009 — Гробница дьявола[англ.] / The Devil's Tomb — профессор Дункан
- 2009 — Кровавая ночь: Легенда Мэри Хатчет[англ.] / Blood Night: The Legend of Mary Hatchet — Гас
- 2009 — Зомби.FM[англ.] / Dead Air — Логан
- 2009 — Могилы[англ.] / The Graves — Калеб «Печенька» Этвуд
- 2010 — 2001 маньяк: Территория криков / 2001 Maniacs: Field of Screams — мэр Джордж У. Бакмен
- 2010 — Крест Андерсона[англ.] / Anderson's Cross — мистер Дэниелс
- 2010 — Измученный / The Tortured — Джон Козловский, маньяк-убийца
- 2012 — Дьявольский карнавал / The Devil's Carnival — волшебник
- 2013 — Техасская резня бензопилой 3D / Texas Chainsaw 3D — Дрейтон Сойер
- 2014 — Ферма Чарли[англ.] / Charlie's Farm — Джон Уилсон
- 2016 — Задушенные[англ.] / Smothered — Согги Кристиан
- 2016 — Дьявольский карнавал: Аллилуйя![англ.] / Alleluia! The Devil's Carnival — волшебник
- 2017 — Дом смерти[англ.] / Death House — Гигер
- 2017 — Хряк[англ.] / Boar — Брюс
- 2018 — Американский экзорцист[англ.] / American Exorcist — мистер Сноуфитер[3]
- 2019 — Трое из ада / 3 from Hell — Отис Б. Дрифтвуд
- 2019 — Сарай мертвецов[англ.] / Shed of the Dead — Док

### АктёрСразу-На-Видео
- 1989 — Тихая ночь, смертельная ночь 3: Лучше поберегись! / Silent Night, Deadly Night 3: Better Watch Out! — Рики
- 1990 — Бей и жги / Crash and Burn — Куинн
- 1995 — Доистерия! 3[англ.] / Prehysteria! 3 — режиссёр
- 2008 — Один в темноте 2 / Alone in the Dark II — Декстер
- 2012 — Эльдорадо[англ.] / Eldorado — Леммас

### Актёр телевидения
- 2002 — Точка возгорания[англ.] / Point of Origin — офицер оперативной группы
- 2002 — Прямой эфир из Багдада / Live from Baghdad — Рекс
- 2003, 2005 — Карнавал / Carnivàle — Опоссум (в 8 эпизодах)
- 2007 — Дни нашей жизни / Days of Our Lives — Джоэль (в 3 эпизодах)
- 2012—2013 — Холлистон[англ.] / Holliston — Безумный Макс (в 5 эпизодах)

### Озвучивание
- 1994 — Убийца трупов[англ.] / Corpse Killer — капитан (комп. игра)
- 2009 — Захватывающий мир Эль Супербеасто / The Haunted World of El Superbeasto — Отис Б. Дрифтвуд (м/ф)
- 2015 — Ночь живых мертвецов: Начало[англ.] / Night of the Living Dead: Darkest Dawn — Джонни (м/ф)
- 2019 — До последней твоей смерти[англ.] / To Your Last Death — Павел (м/ф)

### Продюсер
- 2009 — Кровавая ночь: Легенда Мэри Хатчет[англ.] / Blood Night: The Legend of Mary Hatchet — ассоциативный продюсер
- 2012 — Дикая река / Rogue River — ассоциативный продюсер
- 2015 — Искусство злодейства / The Art of Villainy — исполнительный продюсер
- 2018 — Американский экзорцист[англ.] / American Exorcist — продюсер[3]

### Саундтреки
- 2003 — Байки из могилы / Tales from the Grave — автор стихотворения Own That Jimmy
- 2008 — Рипо! Генетическая опера / Repo! The Genetic Opera — исполнитель песен Bravi!, Mark it Up, Luigi, Pavi and Amber Harrass Mag, Who Ordered Pizza?, At the Opera Tonight, We Started this Op'ra Shit, Buon Giorno, Sawman's Lament, Cut the Ties
- 2010 — 2001 маньяк: Территория криков / 2001 Maniacs: Field of Screams — автор и исполнитель песни Lord Let Me Help You Decide
- 2011 — Паучья гора: Нет пути назад / Spider Mountain: No Way Down — автор песни No Way Down
- 2012 — Дьявольский карнавал / The Devil's Carnival — исполнитель песни The Devil's Carnival